# ۲۲۶ (عدد)
۲۲۶ یک عدد طبیعی است که بعد از ۲۲۵ و قبل از ۲۲۷ قرار دارد.